# Köniz
Köniz (Bernduits: Chünitz) is een gemeente en plaats in het Zwitserse kanton Bern, en maakt deel uit van het district Bern-Mittelland. Köniz telt 39.794 inwoners.

## Geboren
- Clara von Rappard (1857-1912), kunstschilderes